# Claudino Silva
Claudino José da Silva (Natividade, 23 de julho de 1902 — Rio de Janeiro, 12 de fevereiro de 1985) foi um político brasileiro. Exerceu o mandato de deputado federal constituinte pelo Rio de Janeiro em 1946.